# Voskhozhdeniye
Voskhozhdeniye (em russo: Восхождение; bra: A Ascensão; prt: Ascensão) é um filme  soviético do gênero drama de guerra, lançado em 1977, escrito e dirigido por Larisa Shepitko, e baseado no romance Sotnikov, de Vasil Bykaŭ. Foi o último filme de Shepitko, que morreu num acidente de carro, em 1979. Voskhozhdeniye foi candidato da União Soviética ao prêmio de "Melhor filme em língua estrangeira", na 50ª edição do Oscar da Academia de Artes e Ciências Cinematográficas, mas não foi indicado. O filme também participou da competição 27ª Berlinale (1977) e ganhou o Urso de Ouro. No mesmo festival, obteve também o Prêmio  FIPRESCI, atraibuído pela Fédération Internationale de la Presse Cinématographique, e o Prêmio OCIC (atual SIGNIS Ecumenical and Interfaith Awards).
A princípio,  A Ascensão parece ser uma história simples e direta sobre dois partisans soviéticos que são capturados pelos alemães invasores, durante a  Grande Guerra Patriótica (Segunda Guerra Mundial). Entretanto, à medida que a trama se desenvolve, o filme se torna uma exploração de complexas questões existenciais humanas - incluindo sobrevivência, colaboração, sacrifício, resistência, traição, moralidade, mortalidade, imortalidade, martírio e transcendência espiritual.

## Sinopse
Durante a Grande Guerra Patriótica, numa área não identificada da Bielorrússia ocupada pela Alemanha, no inverno  de 1942, um grupo de membros da resistência soviética, exausto e faminto, é atacado por um destacamento alemão. O grupo se refugia nos bosques, enquanto dois guerilheiros, Rybak (Vladmir Gostyukhin)  e Sotnikov (Boris Plotnikov), são destacados para ir até uma fazenda próxima, a fim de obter alimentos. No caminho, Sotnikov é baleado e ferido na perna, após um confronto com  um grupo de soldados alemães. Em seguida, os dois homens buscam refúgio na cabana de uma camponesa, Demchika (Lyudmila Polyakova), que também é mãe de várias crianças pequenas. Rybak e Sotnikov se escondem no sótão da cabana, mas são descobertos pelos alemães e levados como prisioneiros, juntamente com Demchika.

## Elenco
- Boris Plotnikov - Sotnikov
- Vladimir Gostyukhin - Rybak
- Sergei Yakovlev - líder da aldeia
- Lyudmila Polyakova - Demchikha
- Viktoriya Goldentul - Basya Meyer
- Anatoli Solonitsyn - Portnov, o interrogador colaboracionista
- Maria Vinogradova - esposa do líder da aldeia